# Мантије
Мантије су јело које се прави од пшеничног брашна, млевеног меса (од скоро и од сира), тако што се месо (или сир) увије у мале квадрате од теста. У Србији се мантије увијају у квадрате од теста док се у Босни и Херцеговини увијају као кора, која се после сече на парчиће, а надев се прави од меса пропрженог на луку (или од сира). Порекло самог назива може се тражити у грчкој речи мантион, што значи огртач или увијање.
Пазарске мантије, односно традиционални начин припреме овог јела у Новом Пазару, уврштене су 2012. године на листу нематеријалног културног наслеђа Србије.

## Галерија слика
- Традиционалне пазарске мантије преливене јогуртом
- Полуготове, смрзнуте мантије у малопродаји
- Традиционални доручак
- Мантије са сиром